# ATP Firenze 1981
L'ATP Firenze 1981 è stato un torneo di tennis giocato sulla terra rossa. È stata la 9ª edizione dell'ATP Firenze che fa parte del Volvo Grand Prix 1981. Si è giocato a Firenze in Italia dall'11 al 17 maggio 1981.

## Campioni

### Singolare
José Luis Clerc ha battuto in finale  Raúl Ramírez con il punteggio di 6–1, 6–2

### Doppio
Raúl Ramírez /  Pavel Složil hanno battuto in finale  Paolo Bertolucci /  Adriano Panatta con il punteggio di 6–3, 3–6, 6–3